# Saarlouis
Saarlouis (wymowa: zaːrlu’i) – miasto powiatowe w zachodnich Niemczech, w kraju związkowym Saara, siedziba powiatu Saarlouis. Szóste co do wielkości miasto kraju związkowego, regionalne centrum szkolnictwa i handlu. Rozwinięty przemysł samochodowy i produkcja stali.

## Geografia
Saarlouis leży przy granicy z Francją.
Najbliższe duże miasta to: Saarbrücken odległe o ok. 20 km na południowy wschód, Luksemburg odległy o ok. 55 km na północny zachód i Kolonia o ok. 180 km na północ.

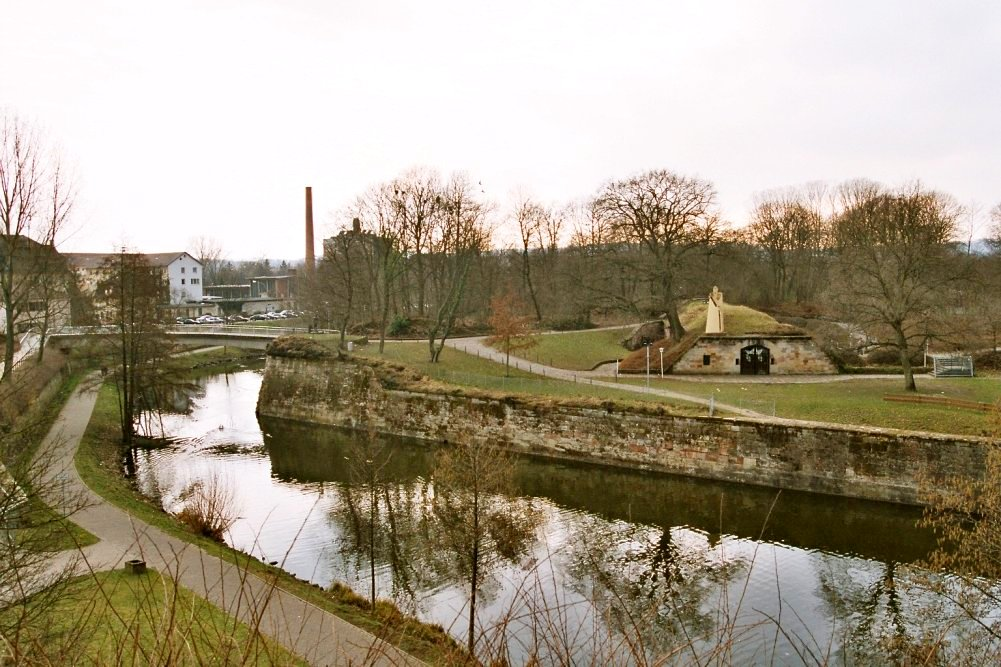
Starorzecze Saary, wyspa Vauban

Miasto zajmuje obszar 43,27 km², zamieszkuje je 37 136 osób (2010). Saarlouis położone jest na dwóch brzegach Saary, znajduje się tutaj starorzecze z wyspą Vauban.

## Klimat

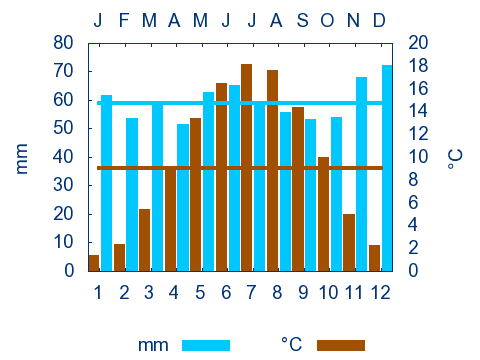
Klimatogram

Saarlouis znajduje się w strefie klimatu umiarkowanego przejściowego. Średnia roczna temperatura wynosi około 9 °C, najwyższe temperatury notuje się w lipcu, najmniejsze zaś w styczniu. Roczna suma opadów wynosi 717 mm, średnia miesięczna to 59 mm. Opady rozkładają się równomiernie, nasilenie występuje w okresie zimowym.

## Historia
Na mocy pokoju w Nimwegen z 1679 cała Lotaryngia przeszła spod panowania Rzeszy Niemieckiej do Francji. Rok później król francuski Ludwik XIV założył miasto i fortecę Saarlouis (pierwotna nazwa to Sarre-Louis), by chronić nową wschodnią granicę. Francuski architekt Sébastien le Prestre de Vauban zaproponował budowę twierdzy w kształcie gwiazdy z sześcioma bastionami, projekty pochodzą również od Thomasa de Choisy. Fortecę zburzono w 1887.
W związku z założeniem miasta w okolicy powstały nowe osiedla np. Beaumarais, Picard, Bourg-Dauphin (dziś Neuforweiler) i Felsberg.
Ludwik XIV odwiedził miasto w 1683, z okazji wizyty nadał herb.
Dawna twierdza wyznacza dzisiejszy sześciokątny plan śródmieścia. Poza budowlą Vaubana znajduje się tutaj również kilka budynków z XIX wieku. Zostały one wybudowane po przejęciu terenów przez Prusy. Na północy centrum zachowały się pozostałości murów i fosy dawnej twierdzy. Wały i kazamaty wykorzystywane są obecnie w celach gastronomicznych, fosy wypełnione wodą dopełniają miejskie tereny zielone. Na wyspie Vaubana, dawnej Demi-lune znajdują się pomniki poświęcone pamięci marszałka Neya i żołnierza Lacroix.
Obszar centrum obejmuje również szereg koszar, dziś znajdują się w nich muzea i centra handlowe. Vauban zaprojektował również twierdzę we francuskiej Alzacji, w Neuf-Brisach. Jej konstrukcja i położenie wykazują dużą analogię z obiektem w Saarlouis (proporcje głównego Rynku są podobne), duża część francuskiej fortecy zachowała się w nienaruszonym stanie.
W 1697 Lotaryngia uzyskała niezależność od Francji, Saarlouis zostało jednak francuską eksklawą. Podczas Wielkiej Rewolucji miasto nazywane było Sarre-Libre, stara nazwa powróciła do użycia w 1810.
Na mocy Traktatu paryskiego z 1815 Francja straciła swoje tereny leżące nad Saarą. Saarlouis znalazło się w Prusach. Z tych czasów pochodzi również lokalna legenda o żołnierzu Lacroix. Prusacy rozbudowali twierdzę, m.in. wybudowali kazamaty.

### Okres międzywojenny
Po I wojnie światowej, w 1918, miasto zajęli Francuzi. Strefa Saary była administrowana przez Ligę Narodów i należała do francuskiej strefy celnej. Po plebiscycie z 1935 Saara stała się częścią Niemiec. Saarlouis zostało dotkliwie zbombardowane w 1942, wówczas piloci Royal Air Force podczas nocnego nalotu pomylili miasto z Saarbrücken.
W ostatnim okresie II wojny światowej (jesień 1944) Hitler nazwał miasto „Cytadelą Saarlautern” („Zitadelle Saarlautern”), przyczyniło się to w znacznym stopniu do prawie całkowitego zniszczenia Saarlouis. Miasto kilkakrotnie na zmianę zajmowali Amerykanie i Niemcy. Największe zniszczenia w historycznym centrum spowodowały liczne ostrzały. Naloty skoncentrowały się na północnych dzielnicach Fraulautern i Roden, bowiem tam biegnie linia kolejowa.

### Czasy powojenne
Po wojnie Saara została zajęta przez Francuzów, początkowo stan ten dążył do aneksji (Protektorat Saary). Celem separatystycznego premiera Johannesa Hoffmanna było stopniowe tworzenie autonomii ze wsparciem Francji i dążeniem do europeizacji. Saarlouis razem z całą Saarą trafiło ponownie do Niemiec w 1955.
W 1968 miasto opuścił francuski kontyngent, cztery lata później został utworzony garnizon Bundeswehry. W tym samym roku z Sigmaringen przeniesiono 26 Brygadę Powietrznodesantową (niem. Luftlandebrigade 26).
W 1980 Saarlouis świętowało swoje 300. urodziny. Na to wydarzenie Alfred Gulden stworzył sztukę teatralną Saarlouis 300.

## Herb
Herb miastu nadał Ludwik XIV w 1683. Tarcza składa się z górnego niebieskiego pola z trzema stylizowanymi, złotymi liliami, poniżej na srebrnym tle po prawej znajduje się słońce z promieniami, które jest otoczone przez chmury. Poniżej tarczy widnieją dwie gałązki wawrzynu z czerwonymi owocami, związane są ze sobą niebieską wstążką. Powyżej tarczy widnieje łacińska dewiza Dissipat atque fovet (niem. Zerstreut und erwärmt, pol. Rozprasza i rozgrzewa). W domyśle chodzi tu o słońce, które swoimi promieniami przebija się przez chmury i tym samym nagrzewa ziemię. Herb posiada również złotą, trzymasztową coronę muralis, z dwóch bocznych baszt wyrastają złote gałązki wawrzynu z niebieskimi banderami. Lilie symbolizują założycieli twierdzy Saarlouis, pozostałe elementy takie jak dewiza i dolna część tarczy nawiązuje do Ludwika XIV.
W czasach nacjonalizmu (dokładnie 13 stycznia 1937) Saarlouis otrzymało nowy herb. Na czerwonym tle powyżej srebrnego, blankowanego muru srebrny orzeł, na piersi miał czerwony romb ze srebrną swastyką.

## Demografia i dzielnice
Poniższe informacje przedstawiają stan z dnia 31 grudnia 2006.
Ogólna liczba mieszkańców wynosi 38 317, z czego 48,26% (18 498 osób) to mężczyźni, kobiety stanowią 51,74% (19 829 osób). Obcokrajowcy stanowią 9,5% liczby mieszkańców.
Miasto składa się z ośmiu dzielnic:

### Według dzielnic
| Dzielnica    | Liczba mieszkańców |
| ------------ | ------------------ |
| Roden        | 8931               |
| Fraulautern  | 7379               |
| Lisdorf      | 3617               |
| Picard       | 1914               |
| Beaumarais   | 3733               |
| Innenstadt   | 6939               |
| Neuforweiler | 1626               |
| Steinrausch  | 4188               |

Dzielnice według wcielania w granice miasta:
- 1907: Roden
- 1936: Fraulautern, Lisdorf, Picard, Beaumarais
- 1970: Neuforweiler
- 1972: Steinrausch

## Język
Lokalny dialekt Saarlouiser Platt należy do mozelsko-frankońskiej grupy dialektów tak jak większość dialektów Saary, znacznej część Nadrenii-Palatynatu, Lotaryngii i Luksemburga.

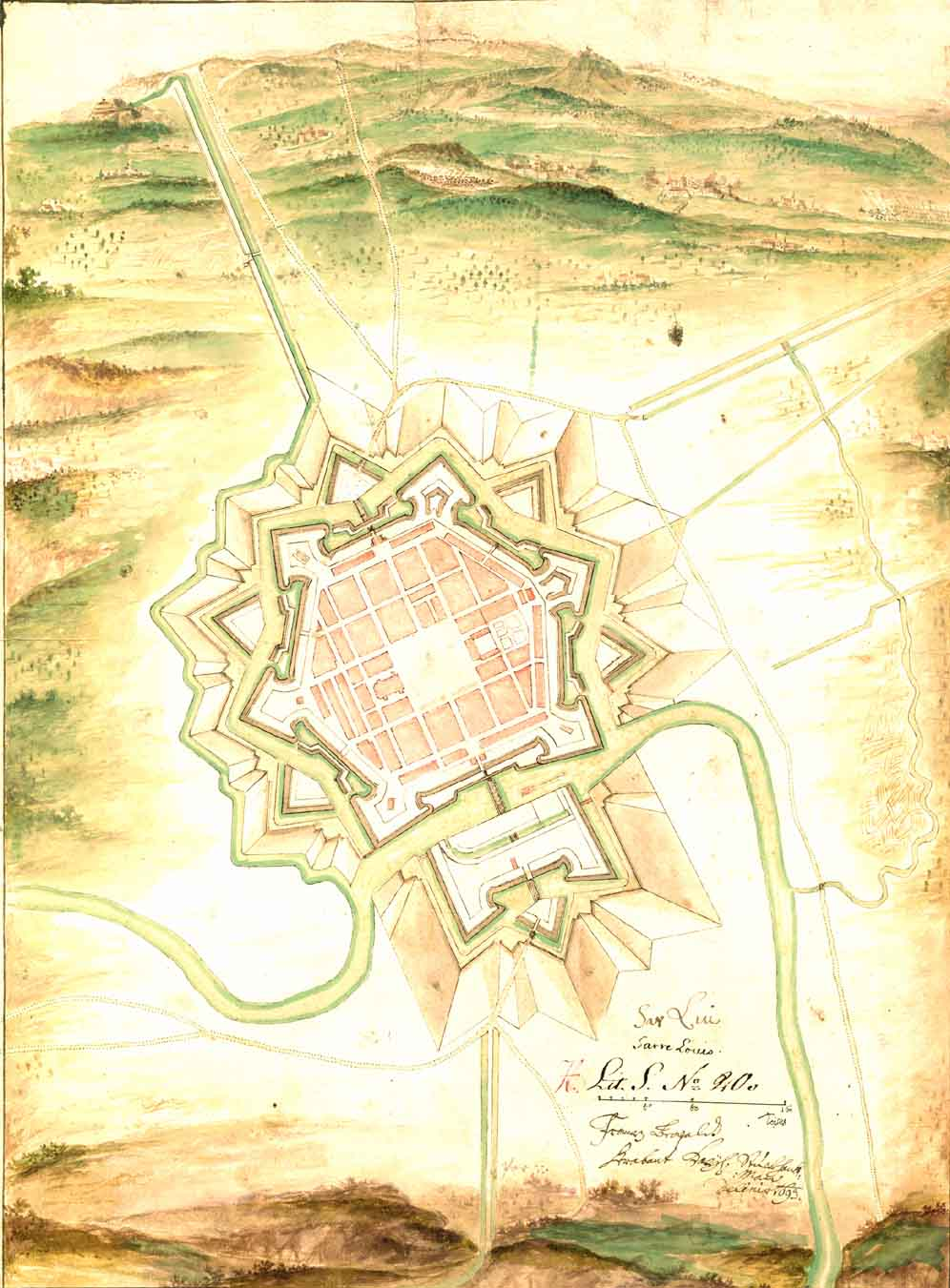
Plan twierdzy Saarlouis z 1693

## Gospodarka i infrastruktura

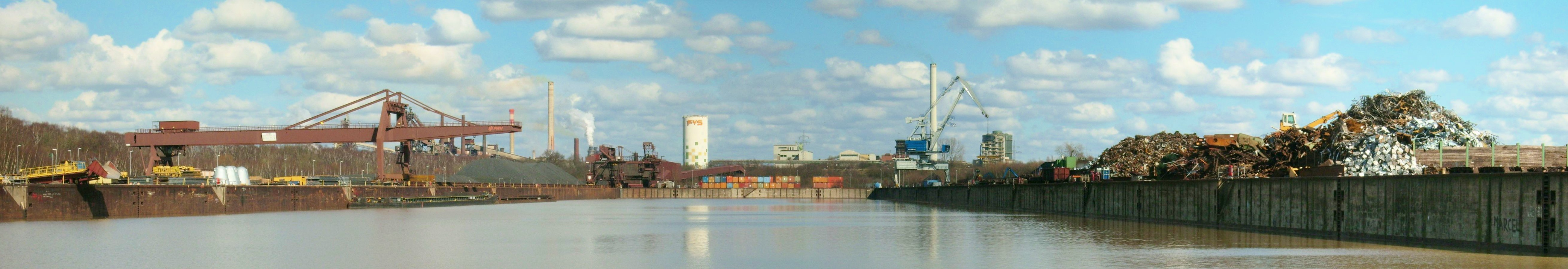
Port rzeczny

### Transport
Saarlouis otoczone jest ze wszystkich stron drogami o znaczeniu ponadregionalnym i międzynarodowym, na północy biegnie autostrada A8 (E29 Perl – Bad Reichenhall), na wschodzie i południu autostrada A620 (Saarlouis – Saarbrücken). W mieście krzyżują się również drogi krajowe B51, B269, B405 i B406.
W mieście zlokalizowano jeden dworzec kolejowy piątej kategorii – Saarlouis Hauptbahnhof, leży on na linii Saarstrecke (Saarbrücken – Trewir).
Na Saarze znajduje się ósmy co do wielkości port rzeczny Niemiec.
W przeszłości na terenie miasta, jak i powiatu, jeździły tramwaje i lokalne pociągi.

### Przedsiębiorstwa
Największym pracodawcą w regionie jest duża fabryka samochodów Ford, produkuje się tutaj takie modele jak Ford Focus, Ford C-MAX i Ford Kuga. Zatrudnienie znajduje tutaj około 6000 osób.
Duże znaczenie ma również Dom Handlowy Pieper z wieloma budynkami w centrum oraz fabryka czekolady „Ludwig”, która zatrudnia tysiąc osób. Swoją siedzibę w dzielnicy Roden ma firma DSD-Dillinger Stahlbau, produkuje ona konstrukcje stalowe. Siedzibę mają tutaj również zakłady chemiczne Méguin.
W 1987 z fuzji KSK Saarlouis i Stadtsparkasse Saarlouis powstała Kreissparkasse Saarlouis (pol. Okręgowa Kasa Oszczędnościowa Saarlouis), jest to jedno z największych tego typów przedsiębiorstw w kraju.

### Straż pożarna
Ochotnicza Straż Pożarna Saarlouis powstała w 1811 i jest prawdopodobnie najstarszą jednostką straży pożarnej w Niemczech. Pod uwagę trzeba wziąć to, że powstawanie innych jednostek nie jest udokumentowane, inaczej jest w tym przypadku. Swoim zasięgiem obejmuje cztery okręgi przeciwpożarowe (centrum, wschód, zachód i Lisdorf). Obecnie liczba czynnych strażaków to 231 osób (w tym 22 kobiety), wykorzystują oni około 30 pojazdów. Rocznie ochotnicy biorą udział w około 400 operacjach.

## Kultura

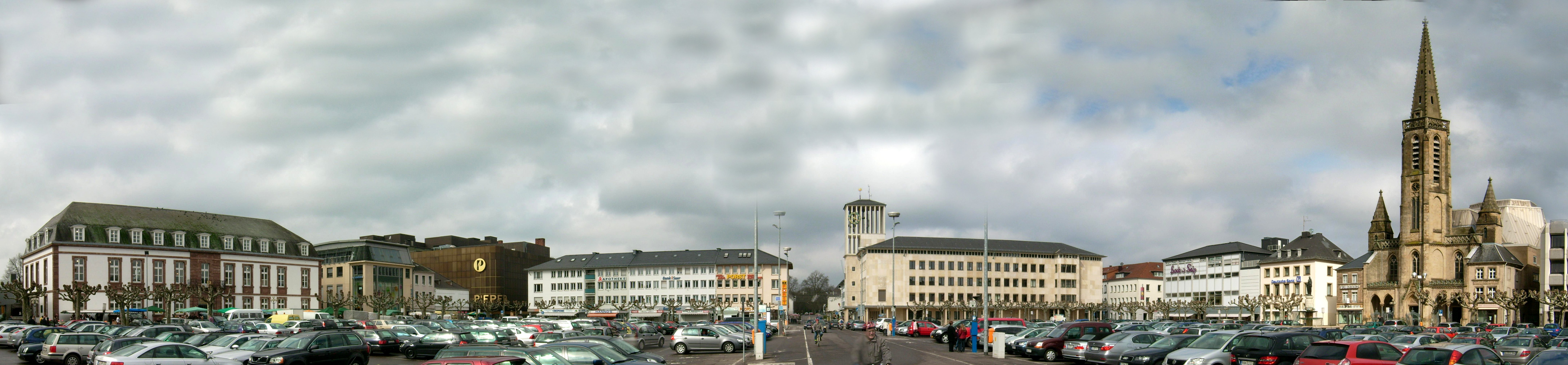
Großer Markt

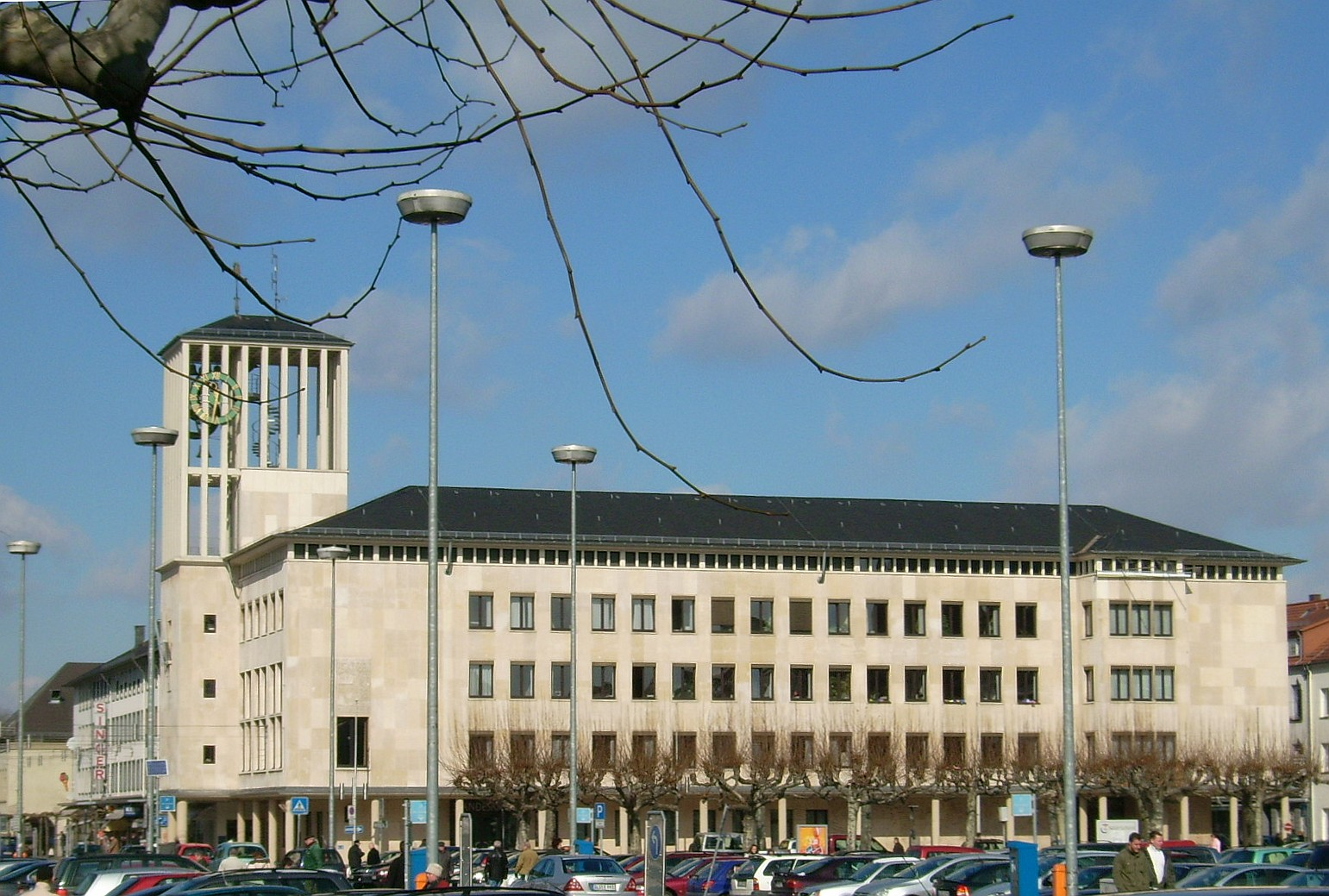
Ratusz

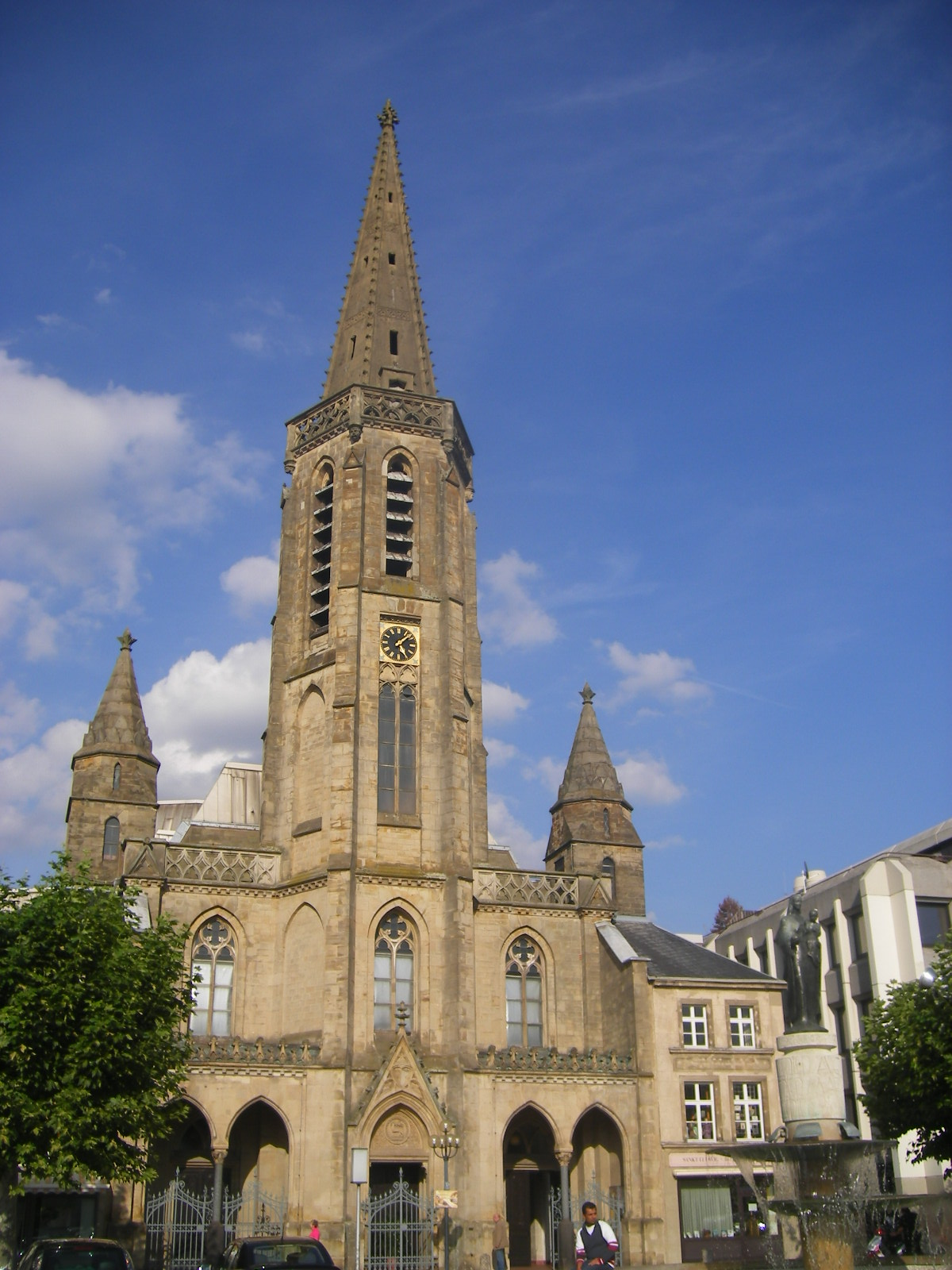
Kościół pw. św. Ludwika (St. Ludwig)

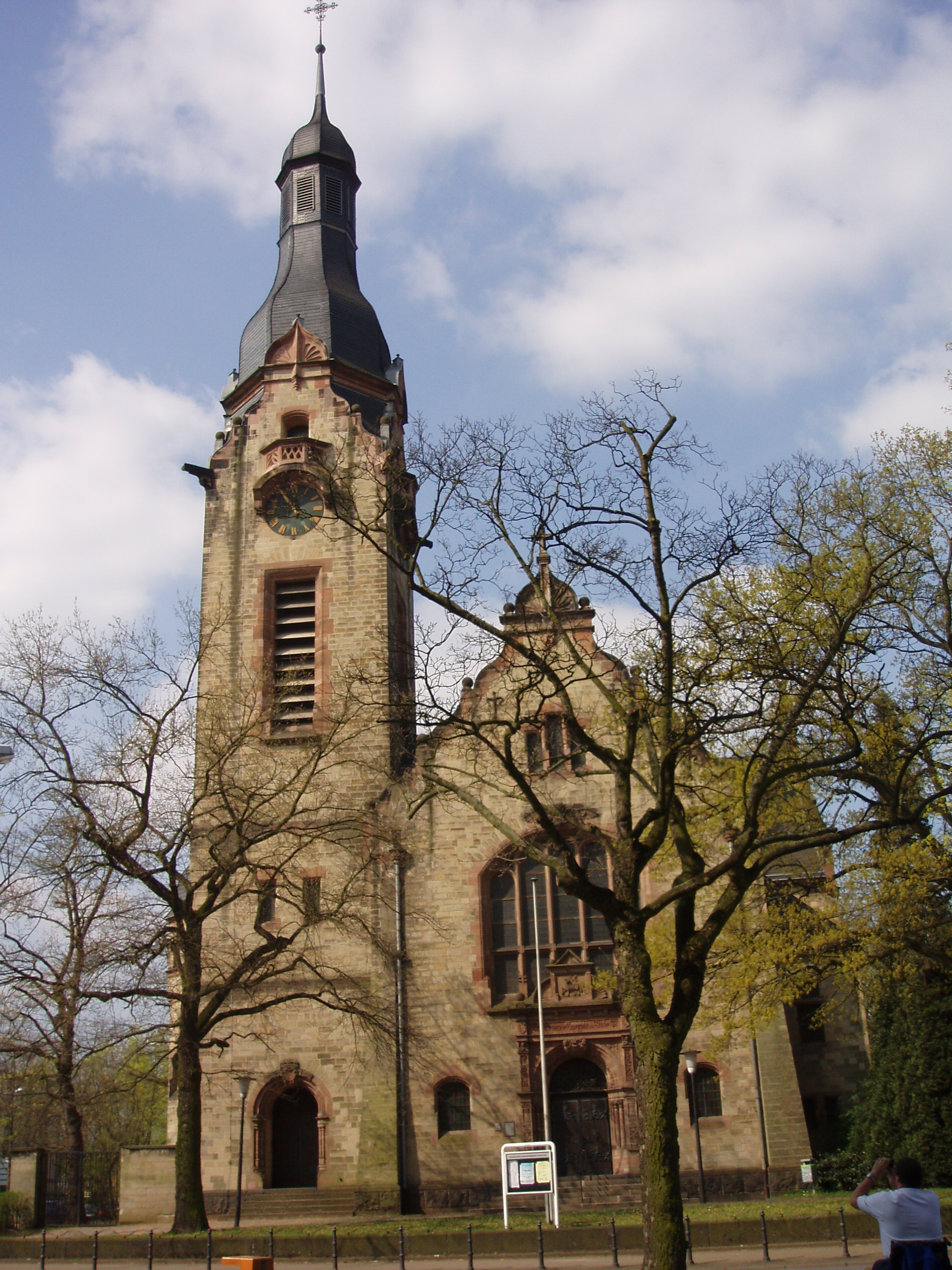
Kościół ewangelicki

### Muzea
- Muzeum Miejskie (Stadtmuseum)
- Muzeum Haus Ludwig

### Zabytki
- Großer Markt – główny plac miasta. Jest pozostałością po fortecy, został wybudowany w stylu barokowym w latach 1680–1683. Projektantami placu i otoczenia są Sébastien Le Prestre de Vauban i Thomas Choisy. Dzięki temu, że miasto zostało zaprojektowane na desce kreślarskiej, przekątne rynku idealnie wyznaczają kierunki wschód-zachód i północ-południe. Kwadratowy plac podzielony na cztery części i otoczony podwójną platanową aleją był głównym punktem twierdzy. Za czasów francuskich plac nosił nazwę Place d’Armes, odbywały się tutaj defilady i ćwiczenia wojskowe. Ze swoją powierzchnią 10 000 m² w porównaniu z powierzchnią miasta-fortecy był przesadnie duży. Odzwierciedla to jednak typowy militarny cel miasta. Wielkość głównego placu kontrastowała z ciasnotą panującą w dzielnicach mieszkaniowych, tak że w pewnym momencie plac ten stał się symbolem miasta. Wraz ze zburzeniem fortecy w 1887 plac stracił swoją jednolitość i harmonię. Usunięto fontannę ze środka, a na miejsce czterech studni w rogach ustawiono obeliski. Budynki otaczające rynek były modernizowane. Do 1937 plac wyłożony był kocimi łbami, później nawierzchnię stanowiły betonowe płyty. Wówczas rynek zmienił swoją nazwę na Adolf-Hitler-Platz. W ostatnich dziesięcioleciach wokół Großer Markt pojawiała się modernistyczna architektura. Dawny plac defilad służy dziś jako parking i plac targowy
- fontanna Marienbrunnen. W 1953 narodziła się idea wybudowania fontanny mariackiej, ostatecznie plany ziściły się w 1956. Fontanna ulokowana jest naprzeciwko kościoła pw. św. Ludwika (St. Ludwig)
- katolicki kościół parafialny pw. św. Ludwika (St. Ludwig), położony jest przy placu Großer Markt. Pierwotnie kościół został wybudowany w 1685, jednak kilkakrotnie został zniszczony. Gruntowne przebudowy nastąpiły w XIX i XX w. Nawa wykonana z betonu pochodzi z 1970 i została zaprojektowana przez Gottfrieda Böhma
- ewangelicki kościół parafialny, wybudowany w latach 1904–1906 według projektów Carla Schlücka. Budynek znajduje się na miejscu dawnego bastionu V, przy ulicy Kaiser-Wilhelm-Straße, nawiązuje on do niemieckiego renesansu. Ogrody stanowią labirynt udostępniony dla odwiedzających. Dwa dęby posadzone w 1910 pochodzą z żołędzi Dębu Lutra z Wittenbergi.
- ratusz z lat 1951–1953, jedna z sal nosi nazwę Gobelinsaal, jej wyposażenie pochodzi z XVII i XVIII w.
- pozostałości po twierdzy
- starorzecze Saary
  - wyspa Vauban
- ogrody miejskie
- stare Miasto z domem rodzinnym Michela Neya
- kościół przyklasztorny z 1691
- budynek Kreisständehaus, powstały w latach 1894–1895, łączy ze sobą elementy neorenesansu i francuskiego baroku. Pierwotnie na parterze znajdowały się biura i sala posiedzeń władz miasta. Pomieszczenia na piętrze wykorzystywano jako mieszkania dla starosty powiatu

fasada parteru wykonana jest całkowicie z czerwonego piaskowca, dzięki temu wyraźnie widoczna jest granica z piętrem, które jest białe. Narożniki i obramowania okien na pierwszym piętrze również wykonano z czerwonego piaskowca. Na środku budynku wykonano z tego samego materiału co parter balkon, jego zadaszenie wsparte jest na czterech kolumnach i przechodzi jednocześnie w dach. Obecnie w budynku tym mieści się m.in. Urząd ds. Szkół, Kultury i Sportu (Amt für Schulen, Kultur und Sport), Biblioteka Powiatowa (Kreisbibliothek), Archiwum Powiatowe (Kreisarchiv) i sala posiedzeń rady powiatu Saarlouis.
- Koszary X. Data budowy koszar X nie jest ostatecznie ustalona. Jedne źródła podają rok 1831, inne zaś lata 1832–1833. Koszary X były położone równolegle do murów twierdzy, w pobliżu koszar I i II. Budowla wykonana jest w stylu klasycystycznym.

### Imprezy
- Saarlouiser Woche, pierwszy weekend czerwca
- Altstadtfest
- Ludwigskirmes, jarmark
- Ostermarkt, jarmark wielkanocny
- Passionsspiel „Via Crucis” w Wielki Piątek
- Oktoberfest
- Mantelsonntag, niedziela handlowa przed świętem Wszystkich Świętych.
- Weihnachtsmarkt, jarmark bożonarodzeniowy

## Sport
Niektóre kluby sportowe pochodzące z Saarlouis:
- Saarlouis Hornets, klub baseballowy, mężczyźni występują w I lidze rozgrywek, w grupie południowej. W 2007 zajęli 5. miejsce.
- TV 1872 Saarlouis lub Saarlouis Royals, żeński klub koszykówki, jeden z 12 zespołów w I lidze
- TTSV Saarlouis-Fraulautern, klub tenisa stołowego, kobiety występują w I lidze
- HG Saarlouis, piłka ręczna, liga regionalna
- TV Steinrausch, siatkówka

## Polityka

### Prezydenci
Guwerner:
- 1680–1710: Thomas de Choisy

Prezydenci:
- 1815: Michel Reneauld
- 1877-1904: Josef Titz
- 1906-1918: dr Karl August Kohlen
- 1918-1919: dr Peter Gilles
- 1919-1920: dr Jacob Hector
- 1920-1936: dr Johann Josef Latz
- 1936-1938: Franz Schubert (NSDAP)
- 1938-1945: Josef Christoph Ullenberger
- 1945: Franz Blass
- 1945–1947: Walter Bloch
- 1947–1957: Anton Merziger (CVP)
- 1957–1967: Hubert Schreiner (CDU)
- 1967–1987: dr Manfred Henrich (SPD)
- 1987–1997: Richard Nospers (SPD)
- 1997–2005: Hans-Joachim Fontaine (CDU)
- od 2005: Roland Henz (SPD)

### Rada miasta
|                    | CDU   | SPD   | Bündnis 90/Die Grünen | FWG   | Razem     |
| 2004               | 20    | 18    | 4                     | 3     | 45 miejsc |
| 2004               | 41,9% | 38,8% | 9,2%                  | 7,0%  |           |
| Zmiana (l. miejsc) | -3    | -1    | +1                    | +3    |           |
| Zmiana (procent)   | -8,1% | -1,8% | +2,1%                 | +7,0% |           |

## Współpraca
- Eisenhüttenstadt, Brandenburgia, od 1986 (pierwsza współpraca niemiecko-niemiecka)
- Matiguás, Nikaragua, od 1986
- Saint-Nazaire, Francja od 1969